# ناحیه نیومنزویل، شهرستان کاس، ایلینوی
ناحیه نیومنزویل، شهرستان کاس، ایلینوی (به انگلیسی: Newmansville Township) یک منطقهٔ مسکونی در ایالات متحده آمریکا است که در شهرستان کاس، ایلینوی واقع شده‌است. ناحیه نیومنزویل ۵۰ نفر جمعیت دارد و ۱۸۲ متر بالاتر از سطح دریا واقع شده‌است.